# Prescriptivisme linguistique
Le prescriptivisme linguistique, ou grammaire prescriptive, est l'établissement de règles définissant l'usage jugé correct de la langue,. Ces règles peuvent porter sur des aspects linguistiques tels que l'orthographe, la prononciation, le vocabulaire, la syntaxe et la sémantique. Souvent liées au purisme linguistique, ces pratiques normatives sous-entendent que certains usages sont incorrects, incohérents, illogiques, peu compréhensibles, voire laids ; ce même dans les cas où les usages ainsi décriés sont plus courants que l'usage prescrit. Le prescriptivisme linguistique peut également inclure des jugements sur l'utilisation d'une langue socialement et politiquement correcte.
Le prescriptivisme linguistique peut viser à promouvoir l'emploi d'une langue standard aux dépens de variations locales, à mettre en avant des formes considérées comme correctes ou appropriées, ou à décider de quelles formes doivent être considérées comme les plus appropriées pour la communication. S'il est conservateur, le prescriptivisme peut sembler résistant au changement de langue ; s'il est radical, il peut produire des néologismes.
Les approches prescriptives du langage sont souvent mises en contraste avec l'approche descriptive, employée en linguistique académique, qui observe et enregistre la façon dont le langage est réellement utilisé, sans aucun jugement. La base de la recherche linguistique est en effet l'analyse de texte (corpus) et l'étude de terrain, qui sont toutes deux des activités descriptives.
Bien qu'elles soient apparemment opposées, les approches prescriptives et descriptives présentent un certain degré de chevauchement conceptuel, car une compréhension préalable de la manière dont le langage est réellement utilisé est nécessaire pour que la prescription soit efficace. Depuis le milieu du XXe siècle, certains dictionnaires et guides de style, qui sont des ouvrages prescriptifs par nature, tendent à intégrer de plus en plus de matériaux et d'approches descriptives. Une approche partiellement descriptive peut être particulièrement utile lorsqu'il s'agit d'aborder des sujets âprement discutés, par exemple lorsqu'une norme anciennement prescrite tend à disparaître, même au sein des cercles prescriptivistes.
Certains auteurs définissent le « prescriptivisme » comme un concept où une certaine variété linguistique est promue comme linguistiquement supérieure aux autres, reconnaissant ainsi l'idéologie linguistique standard comme un élément constitutif, voire central, du prescriptivisme,. D'autres, cependant, utilisent ce terme en relation avec toute tentative de recommander ou d'imposer une manière particulière d'utiliser la langue (dans un contexte ou un registre spécifique), sans toutefois analyser l'influence de ces pratiques sur une vision plus globale de la langue parlée,. Pour d'autres auteurs, l'attitude prescriptiviste impose des décisions arbitraires à la communauté linguistique, contrairement au descriptivisme, plus flexible et donc plus libéral,.

## Objectifs
Le prescriptivisme linguistique fait partie d'un processus de normalisation linguistique. L'objectif principal en est de spécifier les formes linguistiques socialement préférées d'une manière qui soit facilement enseignée et apprise. La prescription peut s'appliquer à la plupart des aspects du langage, y compris l'orthographe, la prononciation, le vocabulaire, la syntaxe, et la sémantique.
La prescription est utile pour faciliter la communication interrégionale, permettant aux locuteurs de dialectes divergents de comprendre un idiome standardisé. L'enseignement des langues étrangères est également considéré comme une forme de prescriptivisme, car il se base sur des normes bien précises définies par d'autres.
Le prescriptivisme linguistique peut également être utilisée pour soutenir une idéologie sociale ou politique. Ainsi, les classes supérieures peuvent-elles parler une langue artificiellement complexifiée (voir le « Grand usage » en France) et dévaloriser la « rustrerie » de la langue du peuple. De la même façon, le prescriptivisme peut s'opposer à certains sociolectes et ainsi marginaliser les groupes qui les emploient (cf. la glottophobie). L'emploi d'expressions dites « Politiquement correctes » et la critique de ceux ne les utilisant pas peut également s'apparenter à du prescriptivisme.
Le prescriptivisme peut également refléter des considérations éthiques, comme l'interdiction des jurons. Les mots faisant référence à la sexualité, à l'hygiène ou au blasphème peuvent être perçus comme étant obscènes ou offensants, et donc interdits.

## Différents types d'autorités prescriptivistes

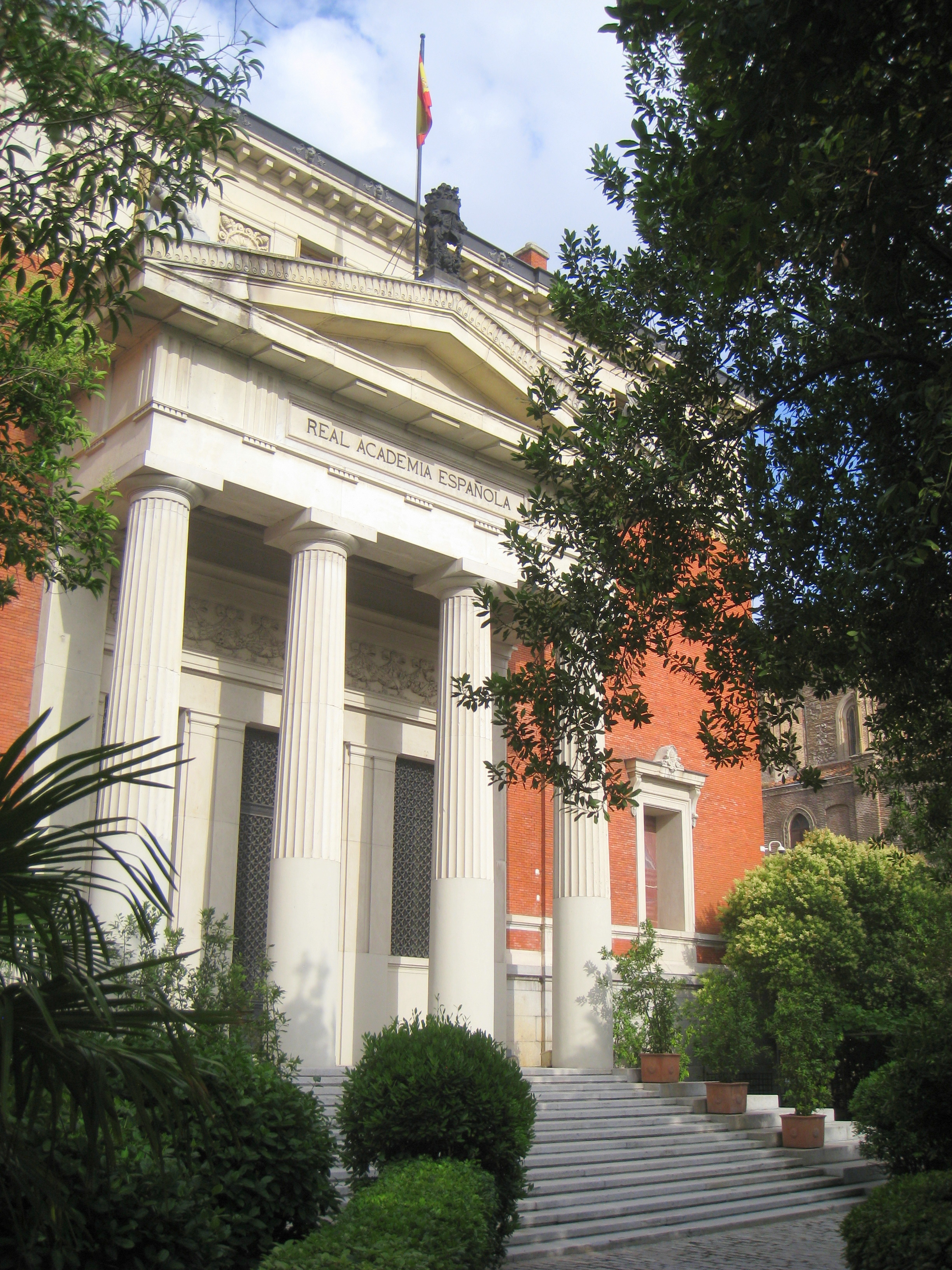
L'Académie royale espagnole, Madrid

Le prescriptivisme présuppose l'existence d'une autorité dont les jugements peuvent (ou doivent) être suivis par les utilisateurs de la langue. Pour l'anglais, ces figures d'autorité ont tendance à être des livres. Par exemple, l'ouvrage Modern English Usage de HW Fowler a été largement considérée comme une autorité pour l'anglais britannique pendant une grande partie du XXe siècle. Le Duden joue un rôle similaire pour l'allemand.
Dans d'autres cas, c'est une institution qui joue ce rôle d'autorité. L'Académie française est par exemple un organisme pourtant national dont les recommandations pour la langue française sont souvent suivies dans tout le monde francophone, bien que non juridiquement contraignantes. En Allemagne et aux Pays-Bas, les récentes réformes de l'orthographe et de la ponctuation, telles que la réforme de l'orthographe allemande de 1996, ont été conçues par des équipes de linguistes mandatées par leurs gouvernements respectifs puis imposées légalement.
D'autres exemples d'organismes et d'initiatives nationales prescriptivistes :
- Afrikaans : la Taalkommissie (Commission des langues) est responsable de la compilation de l'Afrikaanse Woordelys et Spelreëls (liste de mots et règles d'orthographe en afrikaans), une orthographe de l'afrikaans formel et standardisé.
- Français canadien : l'Office québécois de la langue française.
- Français de France : les recommandations de l'Académie française, un organisme national, sont juridiquement inapplicables[réf. nécessaire], mais elles sont souvent suivies par les locuteurs du français standard.
- Italien : Accademia della Crusca.
- Néerlandais : aux Pays-Bas et dans la région flamande de Belgique, les normes d'orthographe standardisées sont obligatoires pour les publications gouvernementales et dans l'enseignement. La presse flamande et d'autres médias adhèrent également à ces règles. Aux Pays-Bas, cependant, certains médias appliquent une orthographe légèrement adaptée, comme indiqué dans le Livre blanc.
- Polonais : le Conseil de la langue polonaise pour le polonais standard, qui vise à vulgariser la connaissance de la langue polonaise, publie des prescriptions pour un usage standard et formuler une orthographe normative[17]. La politique prescriptive polonaise reconnaît deux sous-variétés normatives du polonais standard : la « norme officielle » et la « norme familière / vernaculaire » ; la première étant hautement traditionaliste et le seconde étant plus permissive vis-à-vis des emprunts et des écarts par rapport à l'usage « traditionnel »[18],[19], ainsi que régionalismes[20].
- Portugais : l'accord orthographique de la langue portugaise de 1990 établit une orthographe standardisée pour la langue ; il a été adopté en 2008 au Portugal et en 2009 au Brésil.
- Roumain : l'Académie roumaine pour la Roumanie et l'Académie des sciences de Moldavie pour la Moldavie.
- Russe : l'Union des écrivains soviétiques a contrôlé la langue russe de façon prescriptiviste à l'époque de l'Union soviétique.
- Turc : l'Institut de la langue turque, fondé en 1932[21] par Mustafa Kemal Atatürk, réglemente la langue turque.

D'autres types d'autorités existent dans des contextes spécifiques, le plus souvent sous la forme de guides de style (ou manuels de style). Les guides de style varient dans la forme et peuvent être des dictionnaires d'utilisation alphabétiques, des manuels complets divisés en plusieurs sous-sections selon le sujet considéré, ou des ouvrages très compacts insistant sur seulement quelques questions particulièrement importantes pour l'éditeur. Certains visent à n'être exhaustifs que pour un domaine spécifique, s'en remettant à des guides plus grand public sur des sujets qui ne sont pas particuliers à la discipline en question. Il existe différents types de guides de style, par objectif et par public.
Sans caractère officiel, Le Bon Usage de Maurice Grevisse (première édition en 1936) est considéré comme un des principaux manuels prescriptifs de grammaire et de style en français.

## Origines
Historiquement, le prescriptivisme linguistique trouve son origine dans l'adoption d'une langue standard, qui se produit dès qu'une société se dote d'une stratification sociale et d'une hiérarchie socio-économique. Les usages linguistiques parlés et écrits des autorités (étatiques, militaires, ecclésiastiques) sont conservés comme langue standard. Les écarts par rapport à cette langue standard peuvent compromettre la réussite sociale de ceux qui ne s'y conforment pas. Parfois, des archaïsmes et des stylisations honorifiques peuvent être délibérément introduits ou conservés pour distinguer la forme de prestige de la langue de la langue familière contemporaine. De même, le style de langage utilisé dans les rituels diffère également du discours quotidien. L'existence de langues cérémonielles spéciales connues uniquement de quelques chefs spirituels se trouvent dans le monde entier ; à l'instar par exemple du latin liturgique.

Caractères chinois traditionnels et simplifiés

Lorsqu'une culture développe un système d'écriture, des règles orthographiques pour la transcription cohérente des transactions culturellement importantes (lois, écritures, contrats, poésie, etc.) permettent à un grand nombre de discutants de comprendre facilement les conversations écrites et sur plusieurs générations.
Les premières tendances historiques en matière d'alphabétisation étaient étroitement liées à l'influence de diverses institutions religieuses. Dans certaines traditions, le strict respect des orthographes et des prononciations prescrites était et reste d'une grande importance spirituelle. Les conventions de dénomination islamiques et les salutations sont des exemples notables de la prescription linguistique comme condition préalable à la droiture spirituelle. Un autre exemple couramment cité d'utilisation d'un langage normatif étroitement associé à la bienséance sociale est le système du discours honorifique japonais.
La plupart des langues largement parlées, sinon toutes, présentent un certain degré de codification sociale dans la manière dont elles se conforment aux règles prescriptives. Le prestige linguistique est un sujet de recherche central au sein de la sociolinguistique. Les notions de prestige linguistique s'appliquent à différents dialectes d'une même langue et également à des langues séparées et distinctes dans des régions multilingues. La disparité des niveaux de prestige conduit souvent à la diglossie : les locuteurs dans certains contextes sociaux choisissent consciemment une langue ou un dialecte de prestige plutôt qu'un dialecte moins prestigieux, même s'il s'agit de leur langue maternelle.
La bureaucratie gouvernementale se tourne vers le prescriptivisme comme un moyen d'imposer la continuité fonctionnelle. Un tel prescriptivisme date de l'Égypte ancienne, où les bureaucrates ont préservé les normes orthographiques du Moyen-Empire jusqu'à la période ptolémaïque grâce à une utilisation standardisée des hiéroglyphes égyptiens.

## Critiques du prescriptivisme
Le prescriptivisme fait souvent l'objet de critiques.
Une critique fréquente est que la prescription a tendance à favoriser la langue d'une région ou d'une classe sociale particulière par rapport aux autres, et milite donc contre la diversité linguistique. Typiquement, le dialecte « standard » est associé à la classe supérieure, comme c'est par exemple le cas de la Received Pronunciation en anglais. Le prescriptivisme a donc des conséquences politiques ; en effet, il peut être – et a été – utilisé consciemment comme un outil politique d'exclusion des locuteurs sur des critères géographiques ou sociaux.
Le prescriptivisme tend aussi à dévaloriser explicitement les dialectes non standard. Alors que certains linguistes approuvent le côté pratique de la standardisation linguistique dans les États-nations modernes,, certains modèles de codification prescriptive ont été critiqués pour aller bien au-delà de la simple fixation de normes, en promouvant par exemple la variété linguistique sanctionnée comme étant le seul moyen légitime de la communication et la présentant comme la seule référence valable, tout en stigmatisant les usages non standards comme tout autant de « fautes », créant ainsi une stigmatisation sociale et une discrimination envers leurs locuteurs,. Les pratiques prescriptivistes pourraient également faire naître la conviction qu'un enseignement formel explicite est un préalable indispensable à l'acquisition d'une bonne maîtrise de sa langue maternelle, créant ainsi un sentiment massif d'insécurité linguistique.

## Sources et références

### Sources
- The Oxford Companion to the English Language, Oxford University Press, 1992 (ISBN 978-0-19-214183-5, lire en ligne )
- Michaela Heinz, Les dictionnaires Le Robert: Genèse et évolution, 2003, 227–245 p. (ISBN 9782760619425, DOI 10.4000/books.pum.13867), « Les locutions figurées dans le Nouveau Petit Robert: évolution de quelques traitements entre 1993 et 2003 »
- Strunk and White's The Elements of Style